# Стохастички дрифт
У теорији вероватноће, дрифт је промена просечне вриједности случајног процеса.

## Објашњење
Системске грешке које се мењају током експеримента (дрифт) лакше се уочавају. Мерења показују тренд током времена, а не насумично варирање. Дрифт се уочава ако се се мерење константне величине понови више пута и мерења одступају у једну страну током експеримента. Ако следеће мерење има вишу вредност од претходног, као што може да се деси ако се инструмент загреје током експеримента онда је очитана вредност променљива и могуће је уочити дрифт проверавањем нулте вредности током експеримента као и на почетку експеримента (нулто очитавање је мера константне величине). Ако је нулто очитавање стално изнад или испод нуле, постоји системска грешка. Ако ово не може да се отклони рестартовањем инструмента непосредно пре експеримента онда мора бити омогућено одузимање ове (вероватно променљиве током времена) вредности од очитавања или њено узимање у обзир приликом процене тачности мерења. 
Ако не постоји образац у низу поновљених мерења, постојање системске грешке може да се открије само ако се мерења проверавају, било мерењем познатих величина или поређењем очитавања са очитавањима друге апаратуре за коју знамо да је прецизна. На пример, ако мислимо о мерењу времена осцилације клатна коришћењем прецизне штоперице неколико пута добијамо насумично распоређена очитавања. Системска грешка постоји ако штоперицу упордимо са „Говорним сатом" телефонског система и откријемо да жури или касни. Јасно, очитавања времена осциловања клатна морају бити коригована у складу са одступањем штоперице. 
Мерни инструменти као што су амперметри и волтметри морају периодично да се подешавају према познатим стандардима.
Системске грешке могу да се открију и мерењем већ познатих вредности. На пример, спектрометар опремљен дифракционом решетком може се проверити тако што ћемо га користити за мерење таласне дужине Д-линија натријумовог електромагнетног спектра који је 600nm и 589.6nm. Мерења могу да се искористе за одређивање броја линија по милиметру дифракционе решетке, која затим може да се искористи за мерење таласне дужине било које спектралне линије.
Константне системске грешке су незгодне јер су њихови ефекти једино видљиви ако могу бити уклоњени. Такве грешке не могу бити уклоњене понављањем мерења или израчунавањем просечне вредности великог броја резултата. Уобичајени начин отклањања системских грешака је калибрација мерних инструмената.

## Извори насумичних грешака
Насумичне или стокастичне грешке у мерењу су грешке које су насумичне од једног мерења до другог. Стокастичне грешке теже да буду нормално распоређене када је стокастична грешка збир више независних насумичних грешака због теореме централне граничне вредности. Стокастичне грешке додате регресионој једначини одговорне су за варијације Y које не могу бити објашњене на основу укљученог Xs.

## Надгледања
Термин „Грешка посматрања" такође се понекад користи за грешке одговора и неке друге врсте грешака неузорковања. У ситуацијама надгледања, те грешке могу бити грешке прикупљања података, укључујући нетачно бележење одговора и тачно бележење нетачног одговора. Ови извори грешака неузорковања су обрађени у Салант и Дилман(1995) и Бленд и Алтман(1996).
Ове грешке могу бити насумичне и системске. Насумичне грешке су узроковане ненамерним грешкама испитаника, испитивача и/или кодера. Системска грешка може да се јави ако постоји системска реакција испитаника на метод формулације анкетног питања. Према томе, прецизна формулација анкетног питања је кључна јер утиче на ниво грешке мерења. Различити алати су на располагању истраживачима да им помогну око одлуке о тачној формулацији питања, на пример процена квалитета питања користећи МТММ експерименте или предвиђање квалитета коришћењем софтвера за предвиђање квалитета (SQP). Ова информација о квалитету такође се може користити за корекцију грешке мерења.

## Ефекти на анализу регресије
Ако је зависна променљива у регресији мерена са грешком, анализа регресије и повезана провера хипотезе су без промене, осим што ће R2 бити ниже него што би било са савршеним мерењем.
Међутим, ако је једна или више независних променљивих мерено са грешком онда су коефицијент и стандардни тест хипотезе неважећи.